# Kabosy

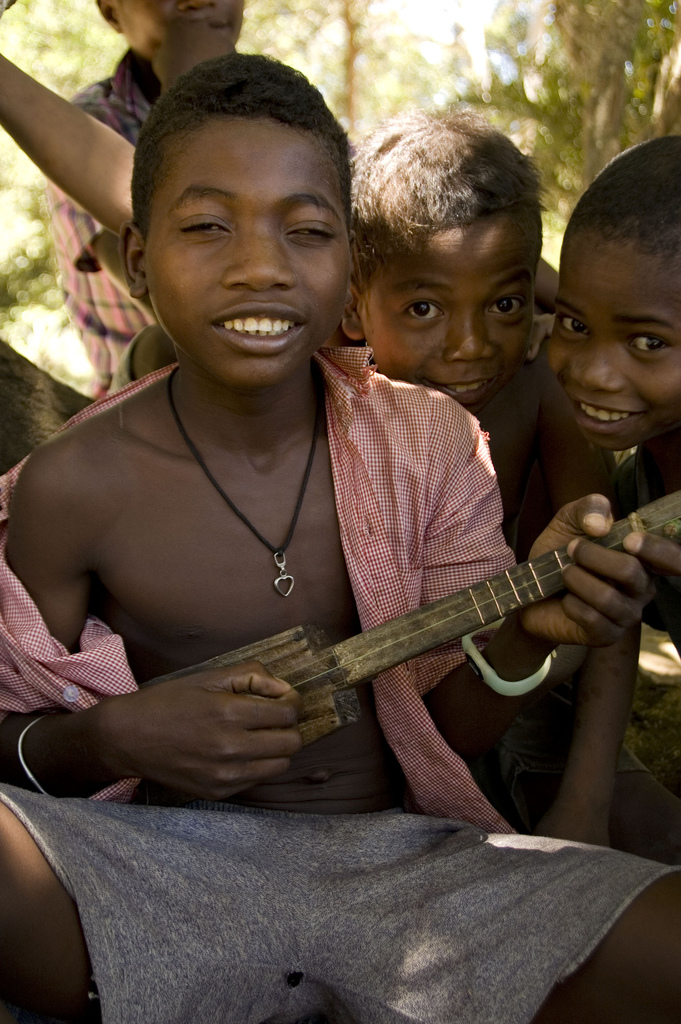
Um garoto tocando um bandolin ou kabosy com um longo traste.

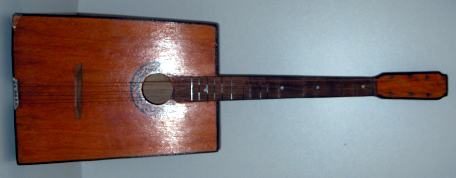
Kabosy.

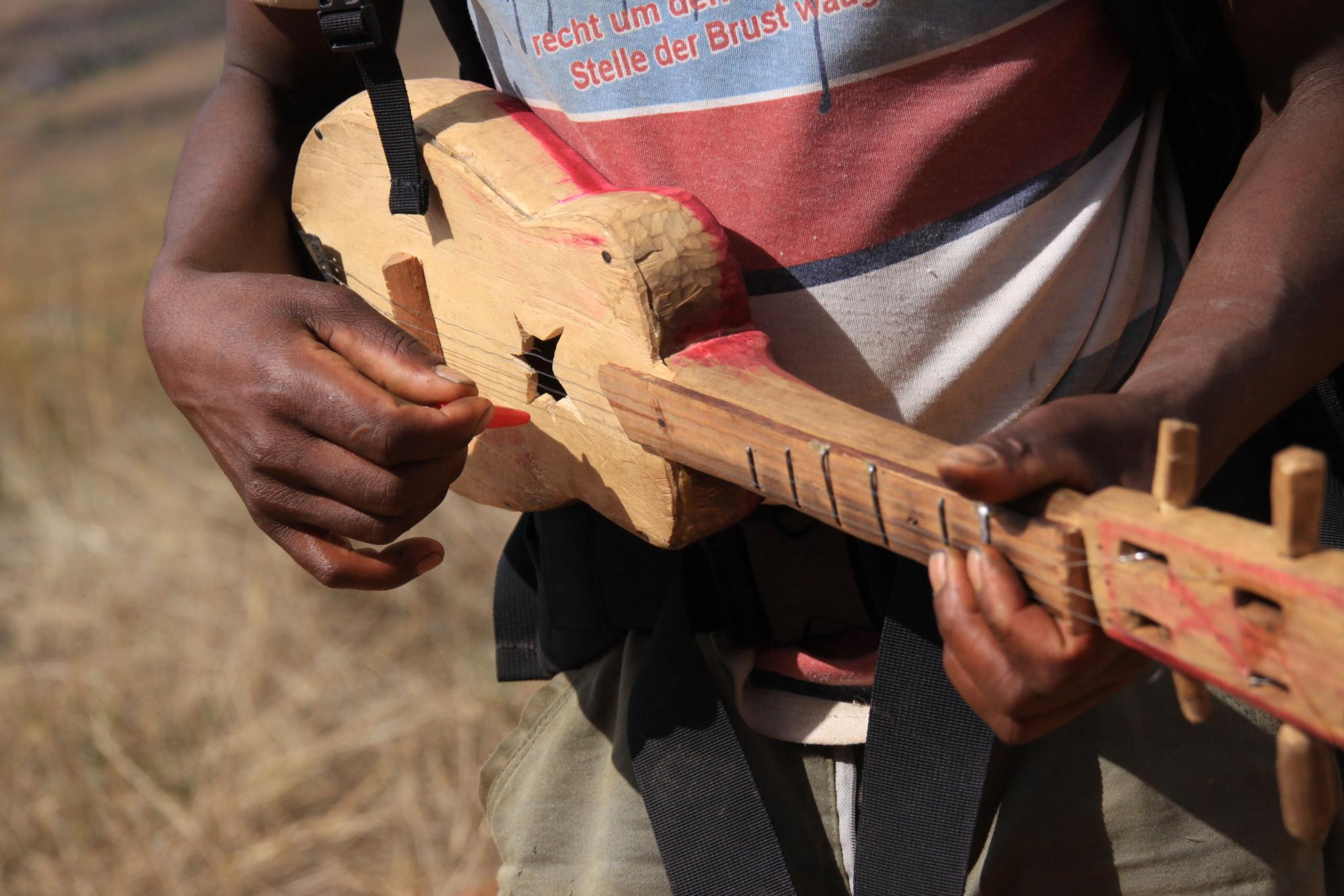
Kabosy em forma de guitarra.

O kabosy é uma guitarra em forma de caixa de madeira tocado geralmente na música de Madagascar. Possui de quatro a seis cordas e sua origem é geralmente associada a do oud árabe. O kabosy possui trastes escalonadas, muitas das quais nem sequer atravessam o braço inteiro, geralmente ligadas a um acorde aberto.
Kabosys são frequentemente feitos à mão a partir de materiais descartados, e sua forma varia muito, dependendo do construtor e materiais disponíveis. Kabosys podem ser amarrados com náilon (linha de pesca é frequentemente utilizada) ou aço (muitas vezes de fio de sucata ou cabo).